# Our Betters
Our Betters is een Amerikaanse dramafilm uit 1933 onder regie van George Cukor.

## Verhaal
Pearl is een rijke Amerikaanse, die trouwt met de Britse edelman George Grayston. Ze ontdekt al snel dat hij verliefd is op iemand anders. De Amerikaanse stort zich in de Britse hogere kringen, waardoor er schandalen ontstaan. Ook haar zus raakt verzeild in een liefdesaffaire.

## Rolverdeling
| Acteur               | Personage       |
| -------------------- | --------------- |
| Constance Bennett    | Pearl Grayston  |
| Violet Kemble-Cooper | Hertogin        |
| Phoebe Foster        | Prinses         |
| Grant Mitchell       | Thornton Clay   |
| Charles Starrett     | Fleming Harvey  |
| Anita Louise         | Bessie          |
| Gilbert Roland       | Pepi D'Costa    |
| Minor Watson         | Arthur Fenwick  |
| Hugh Sinclair        | Lord Bleane     |
| Alan Mowbray         | George Grayston |
| Harold Entwistle     | Pool            |